# Воскресенская церковь (Усты)
Храм в честь Воскресения Христова — православный храм в селе Усты Думиничского района Калужской области.

## История
Храм был построен в 1824 году на месте сгоревшего деревянного храма.
Приход состоял из девяти деревень: Усты, Кремичное, Усадьба, Марьино, Палики, Ясенок, Высокое, Пузановка, Холелевка. Всего 395 дворов — 4313 человек.
Полы были чугунные, подогреваемые от печи, располагавшейся в подвале.
В 1937 году храм был закрыт.
В 1988 году приход состоял из 35 дворов — 36 человек.
В 1992 храм был передан Русской православной церкви. Храм был передан в разрушенном состоянии. Первым настоятелем был назначен отец Николай Мурзаков. Сначала у храма был восстановлен купол, затем была покрыта кровля трапезной, восстановлена колокольня и вставлены окна.

## Фотогалерея

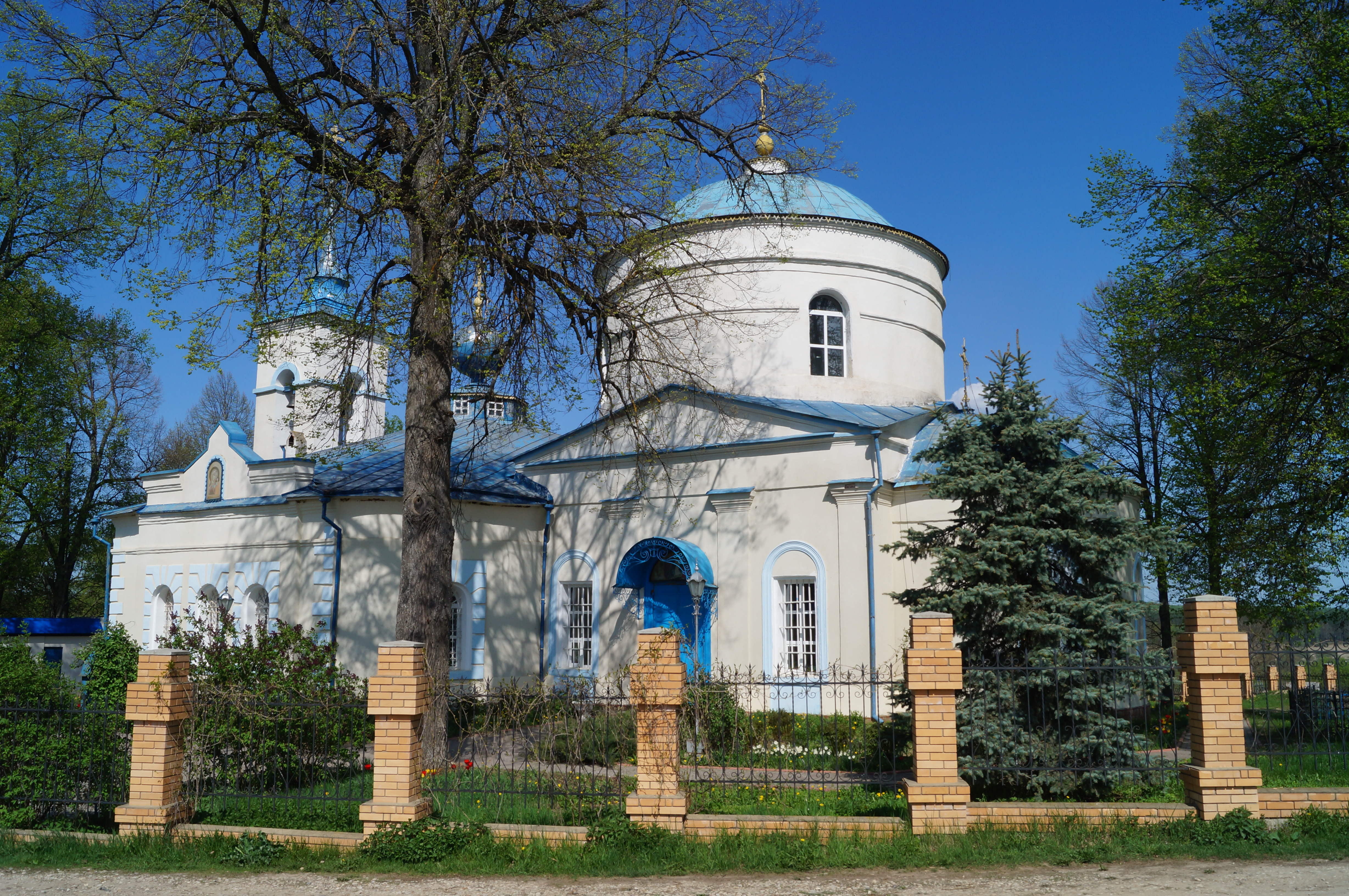
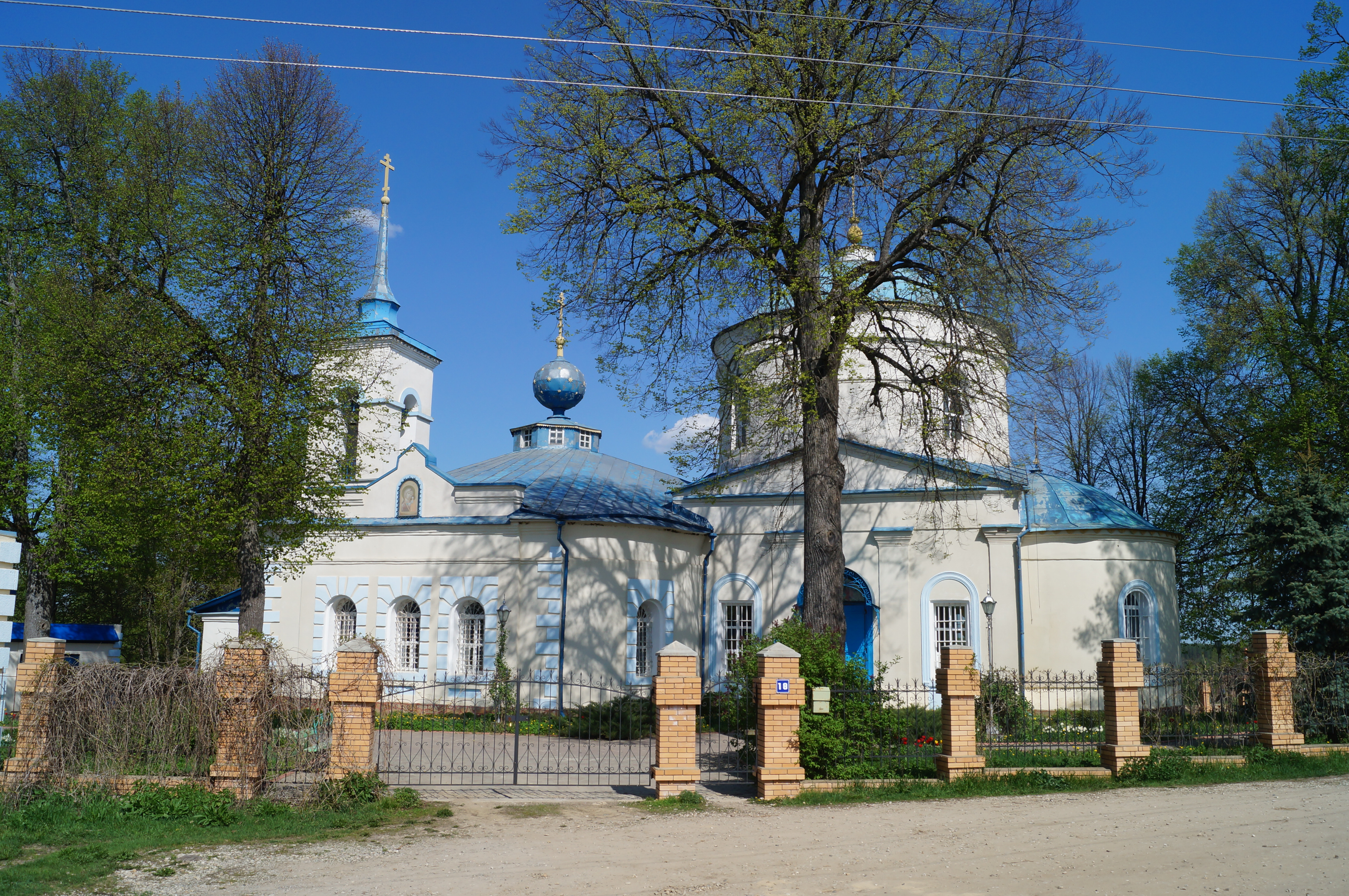
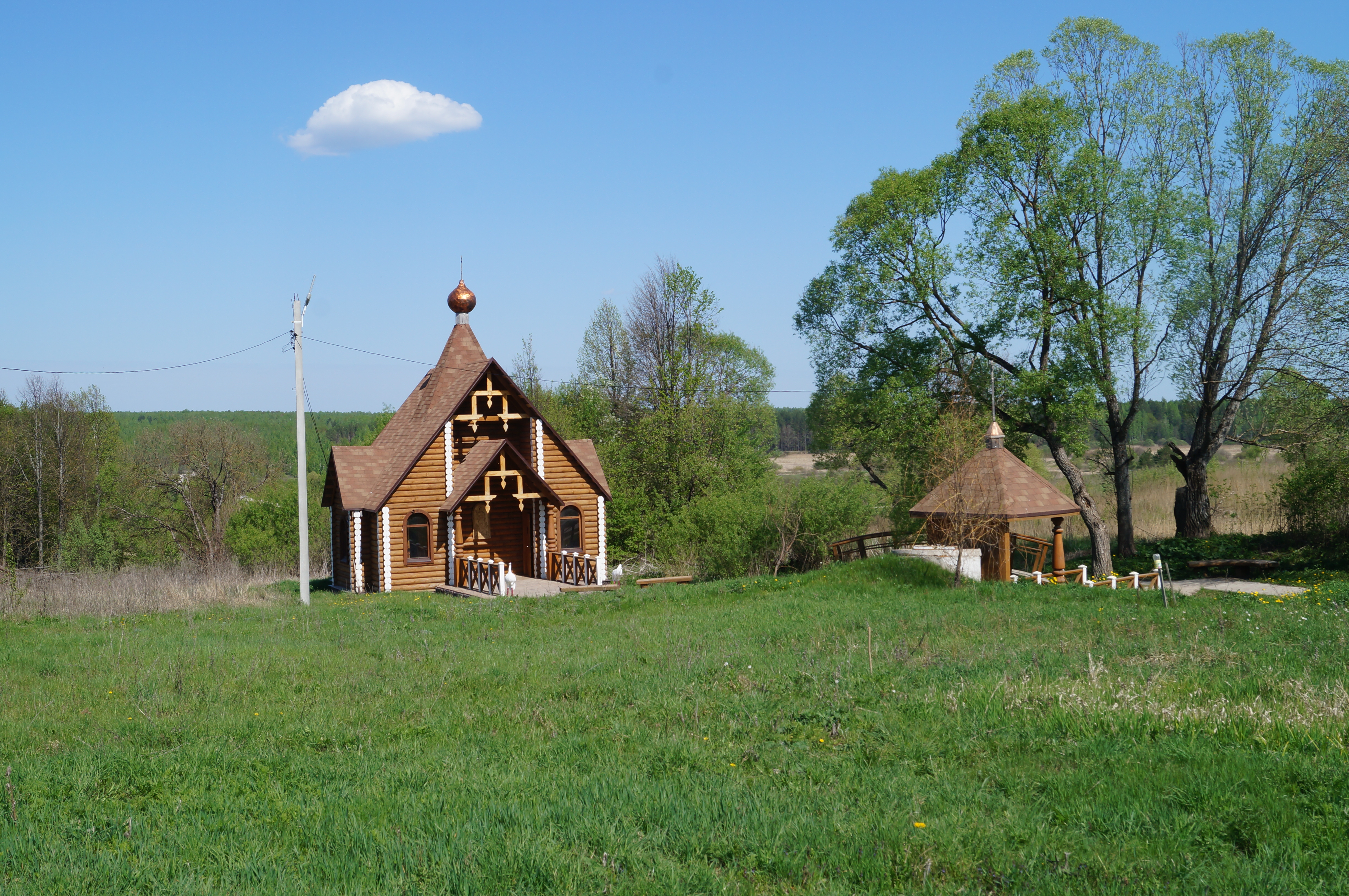
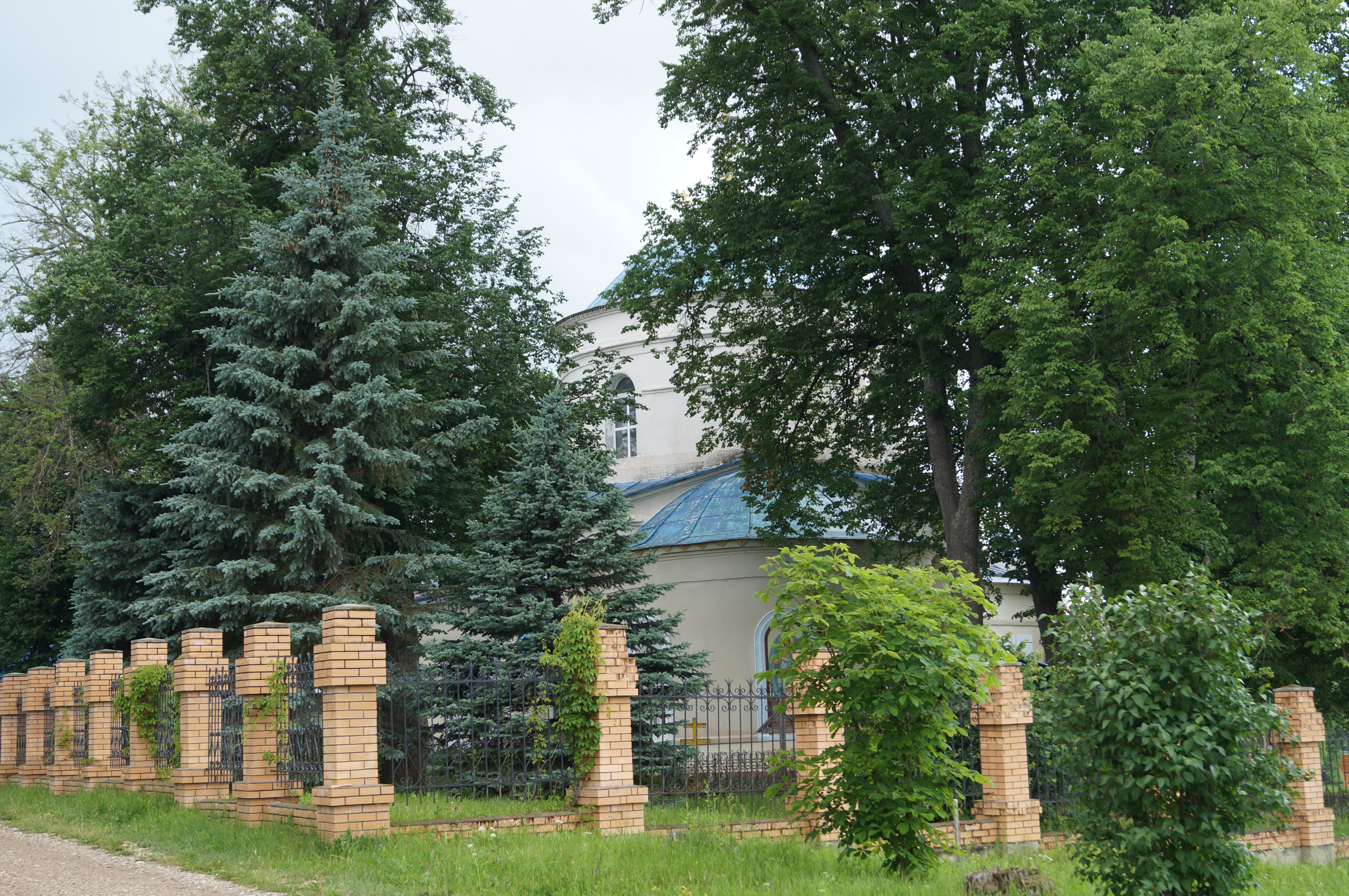
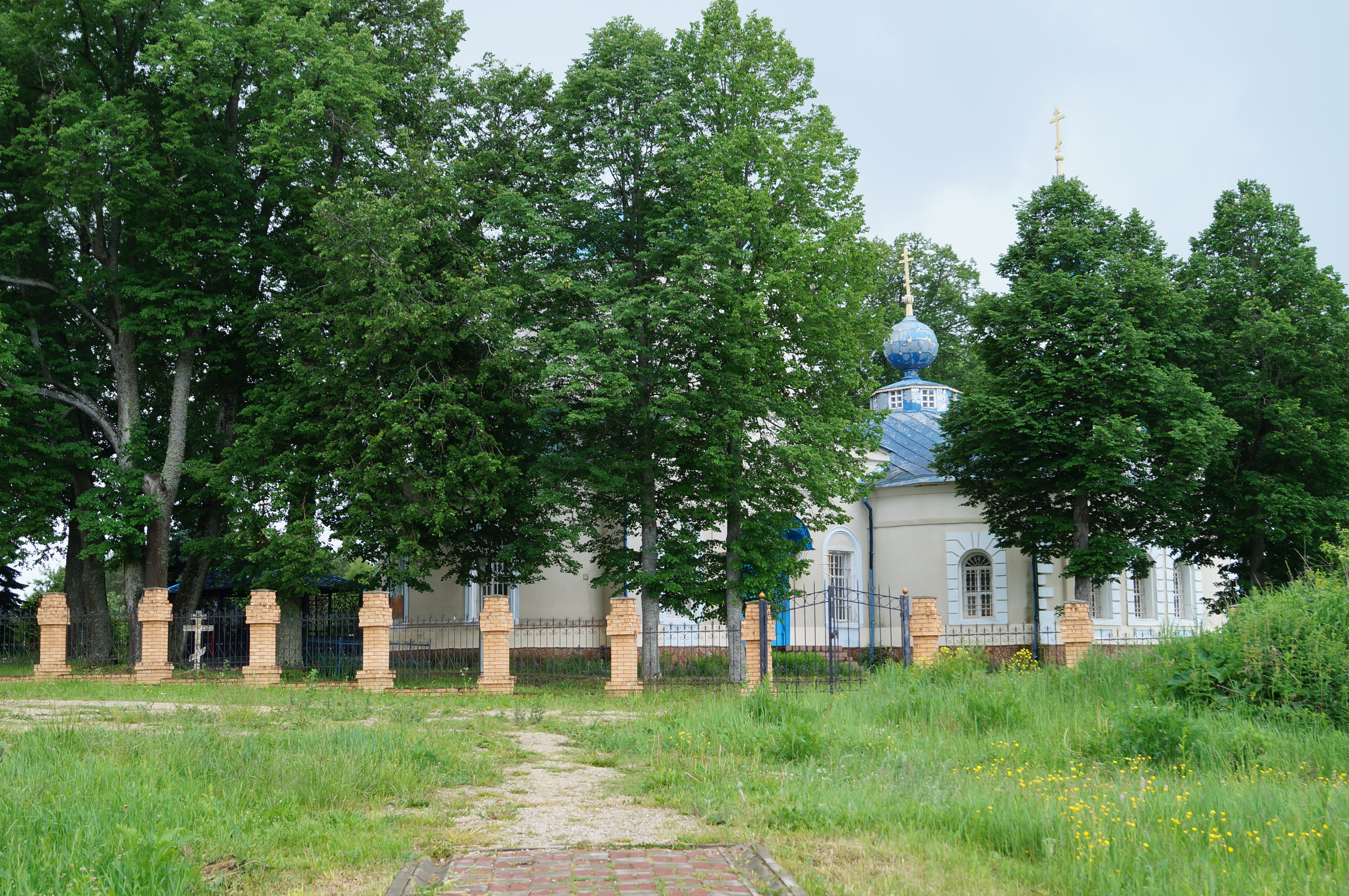
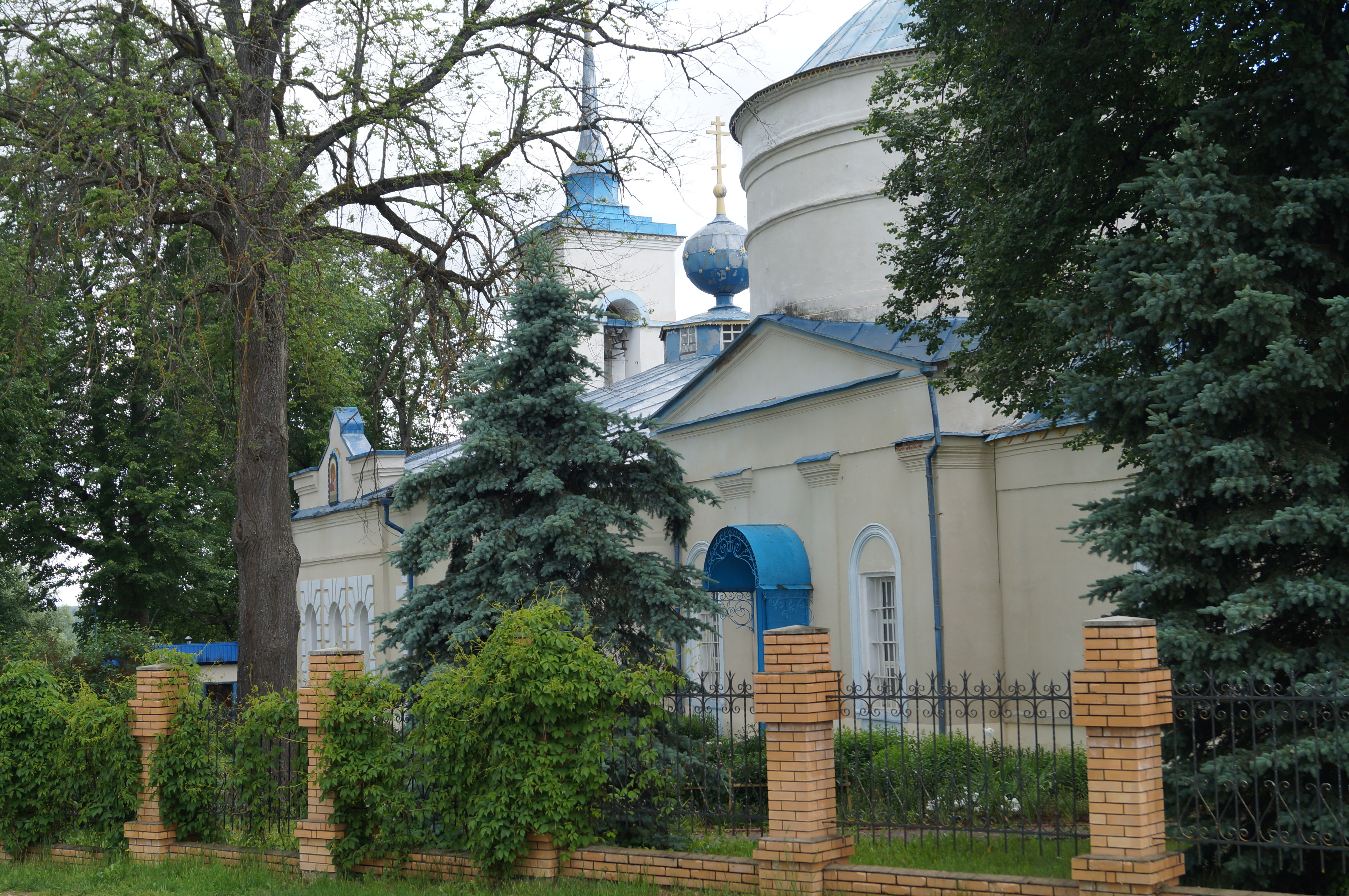
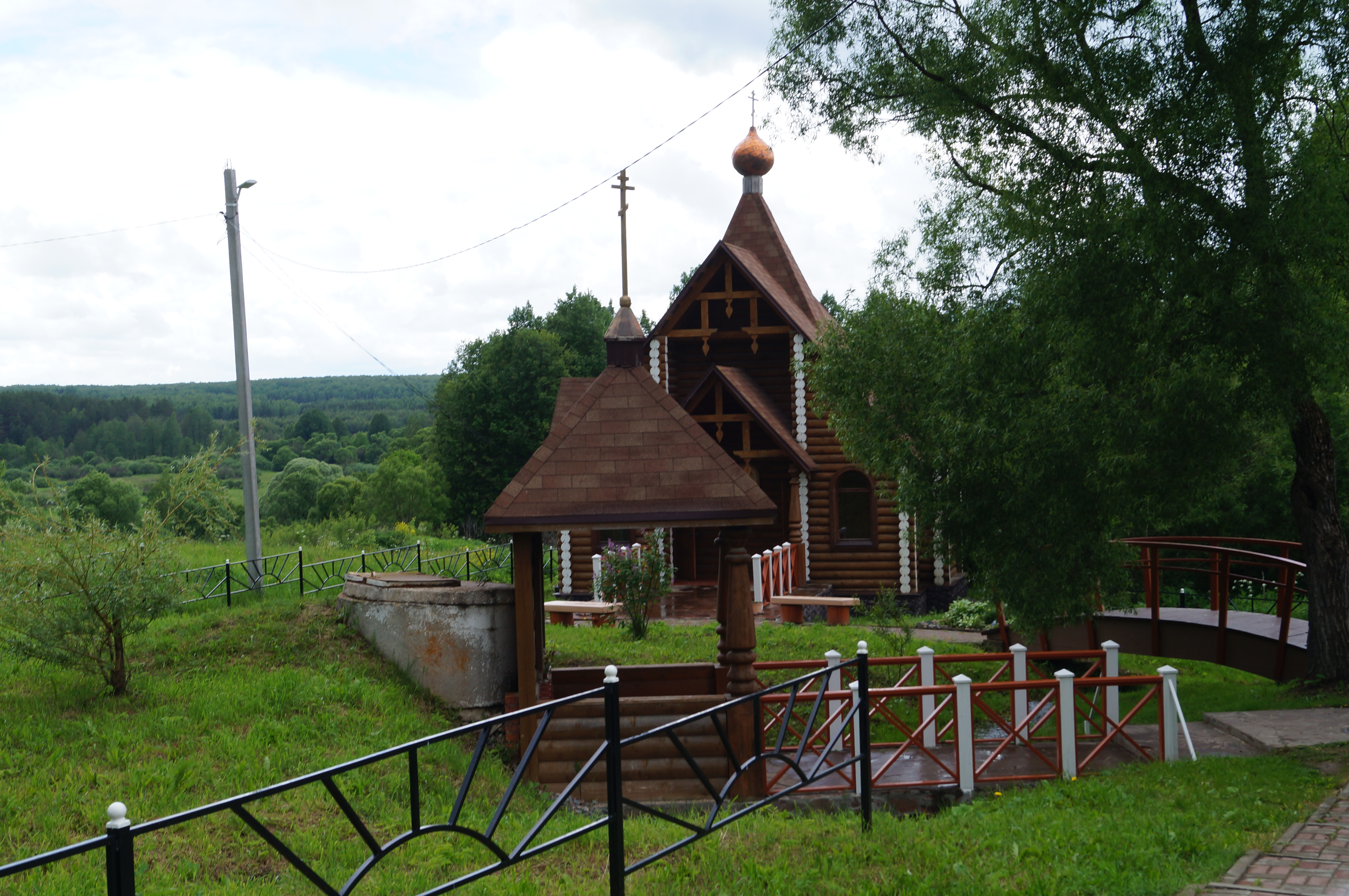
Надкладезная часовня
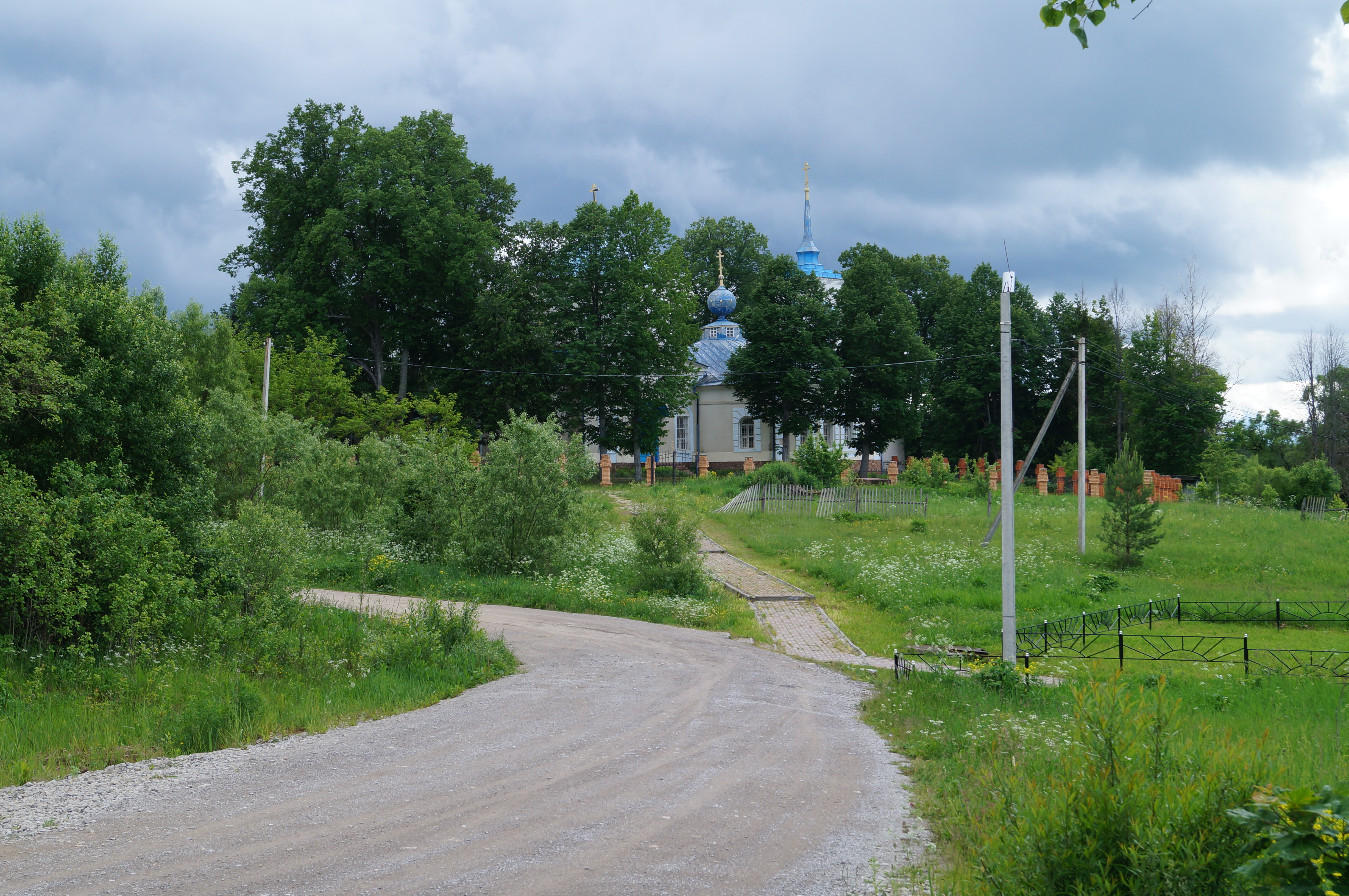